# Miguel Mea Vitali
Miguel Ángel Mea Vitali (ur. 19 lutego 1981 w Caracas) – wenezuelski piłkarz występujący najczęściej na pozycji pomocnika. Od 2009 roku zawodnik Aragui, grającej w Primera División de Venezuela.

## Kariera klubowa
Mea Vitali jest wychowankiem Caracas FC. W 2000 roku został zakupiony przez hiszpańską Lleidę. Po jednym sezonie zasilił włoskie Poggibonsi, a po pół roku powrócił do Caracas. Zaliczył również występy w argentyńskim zespole Chacarita Juniors. W 2004 roku ponownie wyjechał do Włoch, tym razem podpisał kontrakt ze stołecznym S.S. Lazio. Nie potrafił się przebić do podstawowego składu i został wypożyczony do grającej w niższej lidze A.S. Sory. Zaliczył też występy w greckim Lewadiakosie. W roku 2006 powrócił na dwa lata do Wenezueli, aby następnie zasilić klub z siedzibą w Liechtensteinie, ale grający w lidze szwajcarskiej – FC Vaduz. W 2009 roku został piłkarzem Aragui.

## Kariera reprezentacyjna
Miguel Mea Vitali po raz pierwszy w dorosłej reprezentacji Wenezueli zadebiutował w 1999 roku. Brał udział w Copa América 1999, Copa América 2001, Copa América 2004 i Copa América 2007.